# Neoricardianische Schule
Die neoricardianische Schule ist eine wirtschaftswissenschaftliche Schule, welche sich in der Tradition des britischen Ökonomen David Ricardo sieht und sich auf die Werke von Piero Sraffa stützt, insbesondere sein Warenproduktion mittels Waren.
Als Neoricardianer gelten u. a. Pierangelo Garegnani, Luigi L. Pasinetti, Heinz D. Kurz und Bertram Schefold.
Zur Neoklassik grenzt sich die neoricardianische Schule durch die Kritik an deren Kapitalbegriff ab. Die Neoklassik geht von einer „realen“ Welt, bestehend aus Produktionsfaktoren wie Arbeit und Kapital, Waren, Produktionstechniken usw. aus, aus der dann monetäre Größen wie Preise, Löhne, Zinsen abgeleitet werden können. In der Kapitalkontroverse wurde dies von den Neoricardianern kritisiert. Der Zinssatz kann ihrer Meinung nach nicht als Grenzproduktivität eines realen (im Sinne von physisch gegebenen) Faktors Kapital bestimmt werden, vielmehr kann der Wert des Kapitals und des Zinssatzes nur simultan bestimmt werden, wobei beide Größen voneinander abhängig sind. Folglich wird der Neoklassik bei der Bestimmung des Zinssatzes aus der Grenzproduktivität des Kapitals ein Zirkelschluss vorgeworfen.
Im einfachen Fall produziert jede Branche ein Gut. Dieses Gut kann als Input an andere Branchen geliefert werden oder es dient als Konsumgut für die Arbeiter. Vom Konsum der Kapitalisten wird üblicherweise vereinfachend abstrahiert. Für jede Branche gibt es eine Gleichung, die angibt, welche Inputs gemäß der als technisch gegeben angenommenen Input-Output-Koeffizienten zur Herstellung einer Einheit des Outputs der jeweiligen Branche benötigt werden. Man hat so für n Branchen n Gleichungen, wobei n Preise, der Lohnsatz und die Profitrate zu bestimmen sind. Es wird angenommen, dass in allen Branchen die gleiche allgemeine Profitrate herrscht. Einer der n Preise wird als „Numéraire“
gleich eins gesetzt. Es verbleibt mathematisch noch ein Freiheitsgrad, der dadurch geschlossen werden kann, dass entweder der klassischen Ökonomie folgend ein Existenzminimum für den Lohn vorgegeben wird, oder es wird von einem durch die Zentralbank gegebenen Zinssatz ausgegangen, an den sich die Profitrate durch Konkurrenz der Unternehmen anpasst.
Zur marxistischen Wirtschaftstheorie grenzt sich die neoricardianische Schule durch die Ablehnung einer Allgemeingültigkeit der Arbeitswerttheorie ab. Berechenbar sind Preise, die eine einheitliche Profitrate garantieren und die nur in Spezialfällen (z. B. bei einer Profitrate von null) mit den Marxschen Werten übereinstimmen. Eine „Transformation“ von Arbeitswerten in Preise ist überflüssig. Außerdem wird über das Okishio-Theorem das Gesetz des tendenziellen Falls der Profitrate für widerlegt gehalten.
Weil Sraffas Modell der kapitalistischen Wirtschaft zyklisch ist, eignet es sich für die Behandlung von ökologischen Problemen besser als das neoklassische Modell.